# Поллі Берген
Неллі Поліна Бьорджін, відома як Поллі Берген (англ. Polly Bergen, нар. 14 липня 1930, Ноксвілл, Теннесі, США — пом. 20 вересня 2014, Саутбері, Коннектикут, США) — американська акторка, співачка, письменниця та підприємиця. Лауреатка премії «Еммі» та номінантка на «Золотий глобус».

## Біографія
Народилася в місті Ноксвілл, штат Теннессі, 14 липня 1930 року. У 14 років з родиною переїхала в Лос-Анджелес, де професійно зайнялася співом, а згодом стала виступати на радіо. Там її помітив один із голлівудських агентів, завдяки чому в 1949 році відбувся її дебют в кіно. Перші ролі в кіно виконала у фільмах «Дезертири» (1950), «Це мій хлопець» (1951) і «Маріонетка» (1952), де головні ролі виконали Дін Мартін та Джеррі Льюїс, популярний в ті роки комедійний дует.
Після переходу на «MGM» акторка, яка на той час вже отримала псевдонім Поллі Берген, стала отримувати й серйозні ролі, з'явившись у фільмах «Арена» (1953) та «Втеча з Форту Браво» (1953). У 1957 році Берген стала володаркою премії «Еммі» за виконання ролі співачки Гелен Морган в телефільмі «Історія Гелен Морган». Роль дозволила їй успішно продемонструвавши свої музичні навички на екрані, що дозволило продовжити кар'єру в якості співачки на Columbia Records, де Бегрен записала кілька успішних альбомів.
В середині 1950-х також Берген також дебютувала на Бродвеї, де за наступні роки своєї акторської кар'єри з'явилася в семи виставах. У 1960-х роках мала успішні ролі у фільмах «Мис страху» (1962) та «Гід для одруженої людини» (1967).

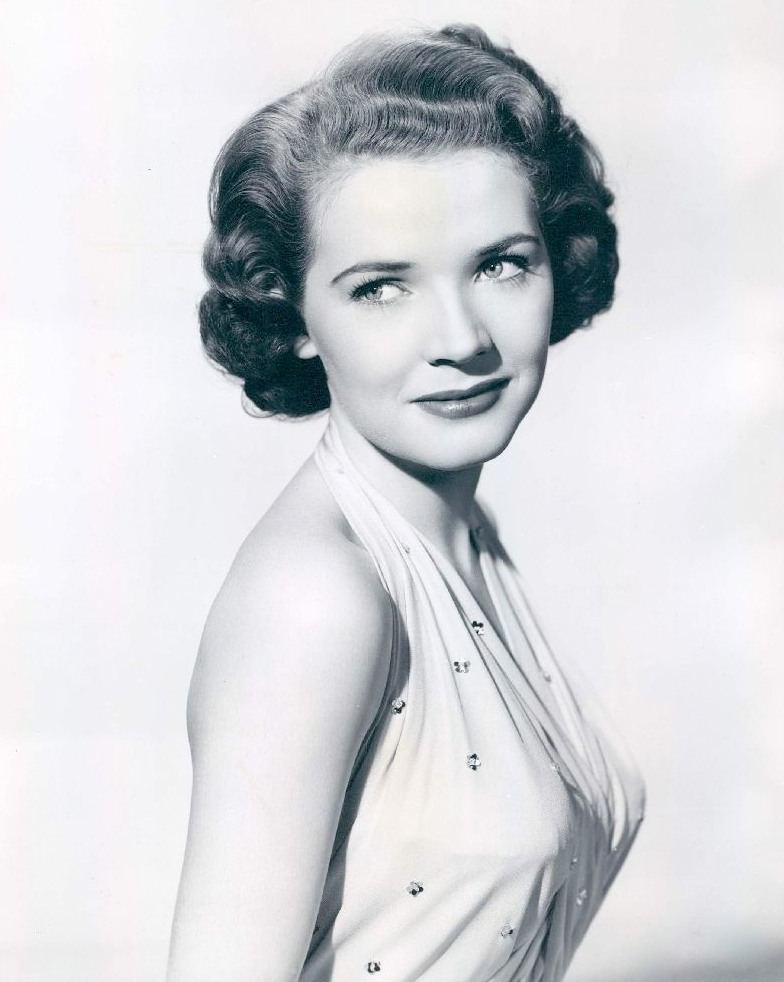
акторка у 1953

У 1965 році Берген  створила власну косметичну лінію «Polly Bergen Co.», а згодом стала авторкою взуттєвої марки, серії коштовностей та написала три книги про красу.
З початком 1970-х Поллі Берген перемістилася в основному на телебачення, але іноді продовжувала з'являтися і на великому екрані, знявшись у фільмах «Як створити ідеал» (1987) та «Плаксій» (1990).
З 2007 по 2009 рік Берген виконувала роль Стелли Вінгфілд, матері Ліннет Скаво в серіалі «Відчайдушні домогосподарки», за яку була номінована на премію «Еммі».
Поллі Берген тричі була одружена і розлучена. Від другого чоловіка, театрального агента Фредді Філдса, з яким вона була з 1956 по 1975 рік, народила дитину й усиновила ще двох дітей.

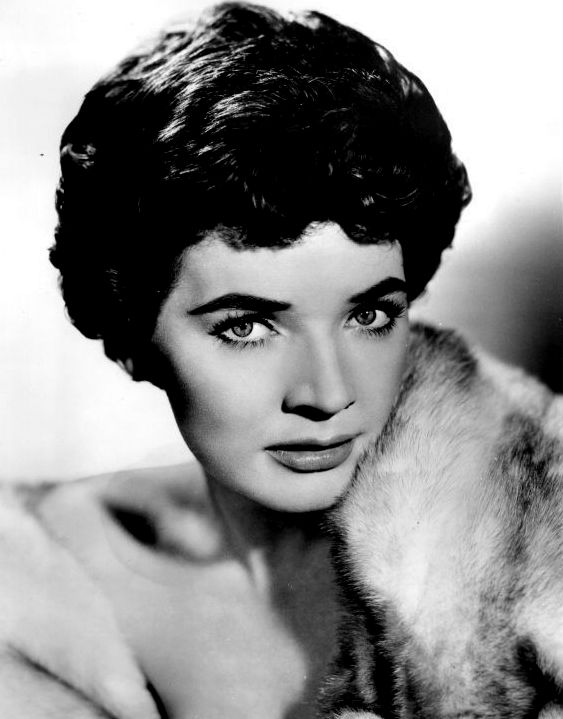
акторка у 1960

Акторка померла 20 вересня 2014 року у своєму будинку в Саутбері, штат Коннектикут, від емфіземи.

## Вибрана фільмографія
| Рік       |    | Українська назва           | Оригінальна назва    | Роль                  |
| --------- | -- | -------------------------- | -------------------- | --------------------- |
| 1950      | ф  | Чоловіки                   | The Men              | співачка              |
| 1963      | ф  | Сторож                     | The Caretakers       | Лорна Мелфорд         |
| 1963      | ф  | Посунься, кохана           | Move Over, Darling   | Бьянка Стіл Арден     |
| 1985      | с  | Вона написала вбивство     | Murder, She Wrote    | доктор Джоселін Лейрд |
| 1990      | ф  | Плаксій                    | Cry-Baby             | місіс Вернон-Вільямс  |
| 1990      | тф | Сталеві магнолії           | Steel Magnolias      | Клері Белчер          |
| 2004      | с  | Клан Сопрано               | The Sopranos         | Френ Фельштейн        |
| 2007—2011 | с  | Відчайдушні домогосподарки | Desperate Housewives | Стелла Вінґфілд       |
| 2012      | ф  | Удар блискавки             | Struck by Lightning  | бабуся                |